# Nordic Opening 2011-2012
Navigation
2010 2012
La 2e édition du Nordic Opening s'est déroulée du 25 novembre 2011 au 27 novembre 2011. Cette compétition est intégrée à la coupe du monde de ski de fond 2011-2012 et est organisée par la Fédération internationale de ski. Les trois étapes de ce "mini-tour" sont disputées à Kuusamo en Finlande.

## Informations
Le vainqueur du classement général marque 200 points et les vainqueurs d'étapes marquent 50 points soit la moitié des points normalement attribués pour une victoire dans une étape de la Coupe du monde. 
| Place  | 1   | 2   | 3   | 4   | 5  | 6  | 7  | 8  | 9  | 10 | 11 | 12 | 13 | 14 | 15 | 16 | 17 | 18 | 19 | 20 | 21 | 22 | 23 | 24 | 25 | 26 | 27 | 28 | 29 | 30 |
| ------ | --- | --- | --- | --- | -- | -- | -- | -- | -- | -- | -- | -- | -- | -- | -- | -- | -- | -- | -- | -- | -- | -- | -- | -- | -- | -- | -- | -- | -- | -- |
| Points | 200 | 160 | 120 | 100 | 90 | 80 | 72 | 64 | 58 | 52 | 48 | 44 | 40 | 36 | 32 | 30 | 28 | 26 | 24 | 22 | 20 | 18 | 16 | 14 | 12 | 10 | 8  | 6  | 4  | 2  |

| Place  | 1  | 2  | 3  | 4  | 5  | 6  | 7  | 8  | 9  | 10 | 11 | 12 | 13 | 14 | 15 | 16 | 17 | 18 | 19 | 20 | 21 | 22 | 23 | 24 | 25 | 26 | 27 | 28 | 29 | 30 |
| ------ | -- | -- | -- | -- | -- | -- | -- | -- | -- | -- | -- | -- | -- | -- | -- | -- | -- | -- | -- | -- | -- | -- | -- | -- | -- | -- | -- | -- | -- | -- |
| Points | 50 | 46 | 43 | 40 | 37 | 34 | 32 | 30 | 28 | 26 | 24 | 22 | 20 | 18 | 16 | 15 | 14 | 13 | 12 | 11 | 10 | 9  | 8  | 7  | 6  | 5  | 4  | 3  | 2  | 1  |

Il y a donc un maximum de 350 points qui peuvent être marqués si un concurrent gagne toutes les étapes et le classement général.

## Classements finals
| Rang | Nom               | Temps             |
| ---- | ----------------- | ----------------- |
| 1    | Petter Northug    | 1 h 03 min 05 s 1 |
| 2    | Dario Cologna     | +1 s 8            |
| 3    | Eldar Roenning    | +20 s 6           |
| 4    | Alexey Poltoranin | +22 s 2           |
| 5    | Johan Olsson      | +24 s 0           |
| 6    | Marcus Hellner    | +26 s 1           |
| 7    | Alexander Legkov  | +35 s 5           |
| 8    | Maurice Manificat | +40 s 1           |
| 9    | Lukáš Bauer       | +43 s 3           |
| 10   | Petr Sedov        | +47 s 6           |

| Rang | Nom                     | Temps         |
| ---- | ----------------------- | ------------- |
| 1    | Marit Bjørgen           | 41 min 36 s 6 |
| 2    | Therese Johaug          | +33 s 0       |
| 3    | Vibeke Skofterud        | +33 s 7       |
| 4    | Charlotte Kalla         | +1 min 15 s 7 |
| 5    | Justyna Kowalczyk       | +2 min 03 s 5 |
| 6    | Kikkan Randall          | +2 min 18 s 3 |
| 7    | Aino-Kaisa Saarinen     | +2 min 23 s 8 |
| 8    | Anna Haag               | +2 min 30 s 1 |
| 9    | Marthe Kristoffersen    | +2 min 32 s 7 |
| 10   | Kristin Stoermer Steira | +2 min 36 s 9 |

## Évolution des classements

### Hommes
| Étape                                                 | Lieu                                                  | Épreuve                                               | Date                                                  | Vainqueur                                             | Deuxième                                              | Troisième                                             | Leader du classement général                          |                                                       |
| Nordic Opening (25 novembre 2011 au 27 novembre 2011) | Nordic Opening (25 novembre 2011 au 27 novembre 2011) | Nordic Opening (25 novembre 2011 au 27 novembre 2011) | Nordic Opening (25 novembre 2011 au 27 novembre 2011) | Nordic Opening (25 novembre 2011 au 27 novembre 2011) | Nordic Opening (25 novembre 2011 au 27 novembre 2011) | Nordic Opening (25 novembre 2011 au 27 novembre 2011) | Nordic Opening (25 novembre 2011 au 27 novembre 2011) | Nordic Opening (25 novembre 2011 au 27 novembre 2011) |
| ----------------------------------------------------- | ----------------------------------------------------- | ----------------------------------------------------- | ----------------------------------------------------- | ----------------------------------------------------- | ----------------------------------------------------- | ----------------------------------------------------- | ----------------------------------------------------- | ----------------------------------------------------- |
| 1                                                     | Kuusamo                                               | Sprint style classique                                | 25 novembre 2011                                      | Teodor Peterson                                       | Nikita Kriukov                                        | Oystein Pettersen                                     | Teodor Peterson                                       |                                                       |
| 2                                                     | Kuusamo                                               | 10 km libre                                           | 26 novembre 2011                                      | Petter Northug                                        | Roland Clara                                          | Maurice Manificat                                     | Petter Northug                                        |                                                       |
| 3                                                     | Kuusamo                                               | 15 km classique avec handicap                         | 27 novembre 2011                                      | Alexey Poltoranin                                     | Eldar Roenning                                        | Daniel Richardsson                                    | Petter Northug                                        |                                                       |

### Femmes
| Étape                                                 | Lieu                                                  | Épreuve                                               | Date                                                  | Vainqueur                                             | Deuxième                                              | Troisième                                             | Leader du classement général                          |                                                       |
| Nordic Opening (25 novembre 2011 au 27 novembre 2011) | Nordic Opening (25 novembre 2011 au 27 novembre 2011) | Nordic Opening (25 novembre 2011 au 27 novembre 2011) | Nordic Opening (25 novembre 2011 au 27 novembre 2011) | Nordic Opening (25 novembre 2011 au 27 novembre 2011) | Nordic Opening (25 novembre 2011 au 27 novembre 2011) | Nordic Opening (25 novembre 2011 au 27 novembre 2011) | Nordic Opening (25 novembre 2011 au 27 novembre 2011) | Nordic Opening (25 novembre 2011 au 27 novembre 2011) |
| ----------------------------------------------------- | ----------------------------------------------------- | ----------------------------------------------------- | ----------------------------------------------------- | ----------------------------------------------------- | ----------------------------------------------------- | ----------------------------------------------------- | ----------------------------------------------------- | ----------------------------------------------------- |
| 1                                                     | Kuusamo                                               | Sprint style classique                                | 25 novembre 2011                                      | Marit Bjørgen                                         | Charlotte Kalla                                       | Vibeke Skofterud                                      | Marit Bjørgen                                         |                                                       |
| 2                                                     | Kuusamo                                               | 5 km libre                                            | 26 novembre 2011                                      | Marit Bjørgen                                         | Charlotte Kalla                                       | Vibeke Skofterud                                      | Marit Bjørgen                                         |                                                       |
| 3                                                     | Kuusamo                                               | 10 km classique avec handicap                         | 27 novembre 2011                                      | Therese Johaug                                        | Marit Bjørgen                                         | Vibeke Skofterud                                      | Marit Bjørgen                                         |                                                       |